# Moritz von Egidy (Vater)

Moritz von Egidy

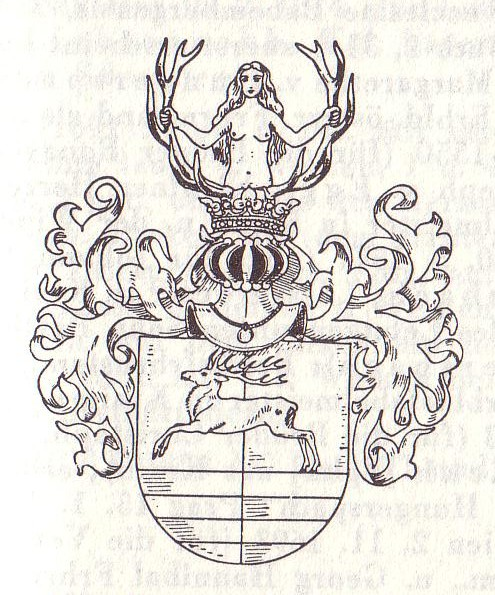
Wappen der Familie von Egidy

Christoph Moritz von Egidy (* 29. August 1847 in Mainz; † 29. Dezember 1898 in Potsdam) war ein sächsischer Offizier, späterer Pazifist und Publizist sowie Begründer und Herausgeber der Zeitschrift Versöhnung.

## Leben

### Herkunft
Moritz entstammte der ursprünglich vermutlich niederländischen Familie Egidy, die nach innerfamiliärer Überlieferung gegen Ende des 16. Jahrhunderts nach Elbing ausgewandert und 1687 in den Adelsstand erhoben worden war. Er war der Sohn des preußischen Hauptmanns Ferdinand von Egidy (1811–1852) und dessen Ehefrau Alexandrine, geb. Siegmund (1813–1887), die aus Berlin stammte.

### Wirken
Egidy wurde im Kadettenkorps in Potsdam und Berlin erzogen und 1865 Sekondeleutnant im Infanterie-Regiment Nr. 35 der Preußischen Armee, mit dem er 1866 den Deutschen Krieg mitmachte. 1868 trat er aus Familienrücksichten in die Sächsische Armee über. 1875 wurde er Rittmeister, 1884 Major im 1. Husaren-Regiment „König Albert“ Nr. 18. Im Herbst 1890 musste er auf Verlangen des sächsischen Königs aufgrund seines Buches „Ernste Gedanken“ seinen Abschied im Rang eines Oberstleutnants und als etatmäßiger Stabsoffizier im Husarenregiment in Großenhain nehmen.
Von 1891 bis 1897 wohnte Egidy in Berlin. Dort wurde auch eine Straße in der Wohnungsbaugenossenschaft „Freie Scholle“ in Tegel nach ihm benannt.
Großes Aufsehen erregte seine im Oktober 1890 in Leipzig erschienene Schrift „Ernste Gedanken“, in der er gegenüber dogmatischer Verengung und Verknöcherung der evangelischen Kirche den undogmatischen Charakter des Christentums als der Religion der Liebe betonte und mit großem Ernst zu einer religiösen Neubelebung aufforderte. Das Werk war gleichzeitig ein Aufruf zu einem reformierten einigen Christentum. Das Werk wurde in fünf Monaten in 50.000 Exemplaren verbreitet. Seine sozialethischen Gedanken machten ihn bekannt und drängten ihn in eine Vorreiterrolle, auch in verschiedenen politischen Lagern. In Folge seiner Veröffentlichung endete seine vorgezeichnete militärische Karriere, er wurde aus dem Dienst entlassen und stand bis zu seinem Tode unter der Beobachtung der Geheimpolizei.
Seit Januar 1897 engagierte Egidy sich im „Barcelona-Komitee“. Es war von der Redaktion der Zeitschrift Der Sozialist um Wilhelm Spohr angeregt worden und setzte sich gegen die Folter von vornehmlich anarchistischen, spanischen politischen Gefangenen in Barcelona ein und gegen die hohen Freiheitsstrafen, zu denen sie verurteilt wurden.
Er starb am 29. Dezember 1898 an den Folgen einer Erkrankung auf einer seiner Vortragsreisen. Ihm zu Ehren wurden einige Gedenkfeiern abgehalten, beispielsweise am 29. Januar 1899 im Concerthaus in der Berliner Leipziger Straße. Zur Veranstaltung hatte das „Comité der Gedächtnis-Feier“ eingeladen, zu dem 145 Personen, darunter Friedrich Archenhold, Adolf Damaschke, Fidus (bürgerlich Hugo Höppener), Wilhelm Foerster, Victor Knorre, Gustav Landauer, Hans Land, Wilhelm Liebknecht, Gustav Lilienthal, Gustav Maier, Franz Oppenheimer, Wilhelm von Polenz,  Bertha von Suttner, Johannes Tews, Ferdinand Tönnies, und Bruno Wille gehörten. Außerdem war die zweite Nummer des "Sozialist" im Jahr 1899 vollständig Egidy gewidmet, sie enthielt Artikel von Landauer, Spohr und dem damaligen Leiter der Zeitschrift, Albert Weidner.

## Familie
Moritz von Egidy heiratete 1869 in Zwickau Luise von Götz. Aus dieser Ehe gingen u. a. der Kapitän zur See und nach 1933 SS-Hauptsturmführer Moritz von Egidy (1870–1937), die Schriftstellerin Emmy von Egidy (1872–1946) und der Kapitän zur See Ferdinand von Egidy (1877–1958) hervor.

### Veröffentlichungen
- Weiteres zu den Ernsten Gedanken. Berlin 1890.
- Ausbau der Ernsten Gedanken. 8 Hefte, Berlin 1891.
- Bericht über die Pfingstversammlung. Berlin 1891.
- Das einige Christentum. Berlin 1891.
- Ernstes Wollen. Berlin 1891.
- MvE im Interview in: Hermann Bahr; Hermann Greive (Hg.): Der Antisemitismus. Ein internationales Interview. Jüdischer, Königstein 1979 (zuerst 1894, Neuaufl. 2005) ISBN 3-7610-8043-3, S. 38–42.